# Foz do Iguaçu Futebol Clube
El Foz do Iguaçu FC es un equipo de fútbol de Brasil que juega en la Segunda División del Campeonato Paranaense.

## Historia
Fue fundado el 9 de febrero de 1996 en la ciudad de Foz do Iguaçu del estado de Paraná y desde su fundación ha sido un club profesional dentro del Campeonato Paranaense.
En 2015 termina en cuarto lugar del Campeonato Paranaense, lo que le dio el derecho de participar en el Campeonato Brasileño de Serie D, su primera participación en competiciones locales a nivel nacional.
En 2018 terminó en tercer lugar del Campeonato Paranaense y ganó su primer título estatal al coronarse campeón del Torneo del Interior Paranaense, y clasificó por segunda ocasión al Campeonato Brasileño de Serie D y a la Copa de Brasil por primera ocasión.

## Palmarés
- Campeonato Paranaense del Interior: 1

2018
- Campeonato Paranaense de Segunda División: 1

2022

## Jugadores

### Jugadores destacados
- Washington César Santos[4]
- Cleiton Januário Franco